# Бијанко (Бјела)
Бијанко је насеље у Италији у округу Бијела, региону Пијемонт.
Према процени из 2011. у насељу је живело 96 становника. Насеље се налази на надморској висини од 802 м.